# 上海总工会秘密办公机关旧址
上海总工会秘密办公机关遗址是中国上海的一处遗址纪念地，位于虹口区嘉兴路街道四平路122弄(原溧阳路965弄麦加里)21号。1925～1927年间，上海总工会秘密办公机关曾设于此。
狄思威路麦加里系新式里弄二层住宅，1923年由麦加利银行投资建造，共有38幢，位于上海公共租界越界筑路区。1925年五卅运动后，位于闸北宝山路宝山里的上海总工会机关被查封，于是来此设立秘密机关，为工会领导人汪寿华、龙大道办公室兼寝室。1927年3月，周恩来在此指挥上海工人第三次武装起义。起义获胜后，上海总工会办公地点迁入闸北中兴路湖州会馆。
1977年12月7日，上海总工会秘密办公机关遗址被列为上海市文物保护单位。但在1999年，麦加里因建上海轨道交通4号线而拆除。